# Thysanostoma loriferum
Thysanostoma loriferum är en manetart som först beskrevs av Ehrenberg 1835.  Thysanostoma loriferum ingår i släktet Thysanostoma och familjen Mastigiidae. Inga underarter finns listade i Catalogue of Life.